# Kopernikus (Freimaurerloge)
Die polnische Freimaurerloge Kopernikus (auch: Kopernik) wurde 1920 von Mitgliedern der römischen Loge Polonia in Warschau (Polen) gegründet. Die Loge ist polnischsprachig.
Nach der Gründung wuchs sie in den 1930er Jahren zur größten Freimaurerloge in Polen. 1938 wurde sie wie alle Logen von Präsident Ignacy Mościcki aufgelöst. Eine kurzzeitige Neugründung 1940 in Paris fiel dem deutschen Einmarsch in Frankreich zum Opfer. Die meisten Mitglieder flohen nach London. Nach dem Zweiten Weltkrieg wurde sie in Paris wiederbelebt. Ab 1961 wirkte sie auch wieder im Untergrund in Warschau. Seit 1991 ist sie wieder offiziell in Warschau zugelassen.